# 新奥林达
新奥林达是巴西塞阿拉州的一个市镇。总面积284.404平方公里，总人口12891人，人口密度45.3人/平方公里。